# Bordsjön
Bordsjön är en sjö i Aneby kommun i Småland och ingår i Motala ströms huvudavrinningsområde. Sjön har en area på 0,496 kvadratkilometer och ligger 251 meter över havet.

## Delavrinningsområde
Bordsjön ingår i det delavrinningsområde (641316-145113) som SMHI kallar för Utloppet av Bordsjön. Avrinningsområdets medelhöjd är 270 meter över havet och ytan är 3,63 kvadratkilometer. Det finns inga delavrinningsområden uppströms utan avrinningsområdet är högsta punkten. Vattendraget som avvattnar avrinningsområdet har biflödesordning 4, vilket innebär att vattnet flödar genom totalt 4 vattendrag innan det når havet efter 236 kilometer. Delavrinningsområdet består mestadels av skog (63 procent) och jordbruk (12 procent). Avrinningsområdet har 0,5 kvadratkilometer vattenytor vilket ger det en sjöprocent på 13,7 procent.